# Aurora Liiceanu
Aurora Liiceanu (n. 1 august 1941) este o specialistă română în psihologie, autoare a unor lucrări în acest domeniu. A fost căsătorită cu scriitorul Gabriel Liiceanu.
A lucrat în cercetare și a predat psihologie la diferite Universități din București, dar și la UQAM (Canada) sau EHESS (Franța). În prezent, este cercetător senior la Institutul de Filosofie și Psihologie „Constantin Rădulescu-Motru” din cadrul Academiei Române.

## Cărți publicate
- Povestea unei vrăjitoare, Ed. ALL, 1996
- Nici alb, nici negru. Radiografia unui sat românesc, 1948 – 1998, Ed. Nemira, 2000; editia a II-a, Editura Polirom, 2015;
- Rănile memoriei. Nucșoara și rezistența din munți, Editura Polirom, 2003, 2012;
- Prevenirea și combaterea violenței în școală: ghid practic pentru directori și cadre didactice; Magdalena Balica, Ciprian Fartușnic, Aurora Liiceanu, Andreea Maruțescu, Doina Săucan, Lucian Voinea; coord.: M. Jigau; Buzau, Alpha MDN, 2006;
- Dimensiuni psihosociale ale violenței domestice; în colaborare cu Doina-Stefana Saucan, Mihai Ioan Micle; Editura Academiei Române, 2008;
- Care pe care: femei si bărbati, în colaborare cu Alice Năstase; Editura Cărțile Tango", 2008;
- Patru femei, patru povești, colecția "Ego-grafii", Editura Polirom, 2010[4]
- Dincolo de bine, dincolo de rău, despre iubire, în colaborare cu Alice Năstase; Ed. Nemira, 2007;
- Prin perdea, Editura Polirom, 2009, 2012;
- Rendez-vous cu lumea, Editura Polirom, 2010, 2012;
- La taifas, Editura Polirom, 2010, 2012;
- Viața nu-i croită după calapod, Editura Polirom, 2011;
- Cuvinte încrucișate, Editura Polirom, 2012;
- Rănile memoriei. Nucșoara și rezistența din munți, Editura Polirom, 2012;
- Legături de sânge. Povestea Ioanei, Editura Polirom, 2013;[5][6][7]
- Supuse sau rebele. Două versiuni ale feminității, Editura Polirom, 2013;
- Soacre și nurori. La cine este cheia?, Editura Polirom, 2014;
- Valurile, smintelile, păcatele. Psihologiile românilor de azi, Editura Polirom, 2015;
- Dragostea cea veche îți șoptește la ureche. Primele iubiri, Editura Polirom, 2015;
- Ea și El. Biografia unei relații, Editura Polirom, 2016;
- Madlena , Editura Polirom, 2017;
- Putere și sînge. O aventură indiană, Editura Polirom, 2018;
- Tânăra cu părul alb. Misterul Nabokov, Editura Polirom, 2019;
- Așteptarea Penelopei, Editura Polirom, 2019;
- Fără: despre iubire, suferință și pierdere, Editura Polirom, 2020;

### Volume colective
- Primul meu fum, coord. de Andra Matzal - Michele Bressan Arhivat în 21 aprilie 2017, la Wayback Machine., Cheloo (Paraziții), Livius Ciocârlie, Alex Cistelecan, Andrei Codrescu, Paul Dunca, Vasile Ernu, Șerban Foarță, Miron Ghiu, Vera Ion, Aurora Liiceanu, Mitoș Micleușanu, Cristian Neagoe, Philip O'Ceallaigh, Lia Perjovschi, Antoaneta Ralian, Costi Rogozanu, Adrian Schiop, Dan Sociu, Dan Stanciu, Bogdan-Alexandru Stănescu, Jean Lorin Sterian, Vava Ștefănescu, Lucia T, Răzvan Țupa, Elena Vlădăreanu; Ed. Art, 2010;